# Sisyrodonta ochrosidera
Sisyrodonta ochrosidera är en fjärilsart som beskrevs av Edward Meyrick 1922. Sisyrodonta ochrosidera ingår i släktet Sisyrodonta och familjen Lecithoceridae. Inga underarter finns listade i Catalogue of Life.